# Nolina microcarpa
Nolina microcarpa är en sparrisväxtart som beskrevs av Sereno Watson. Nolina microcarpa ingår i släktet Nolina och familjen sparrisväxter. Inga underarter finns listade i Catalogue of Life.

## Bildgalleri

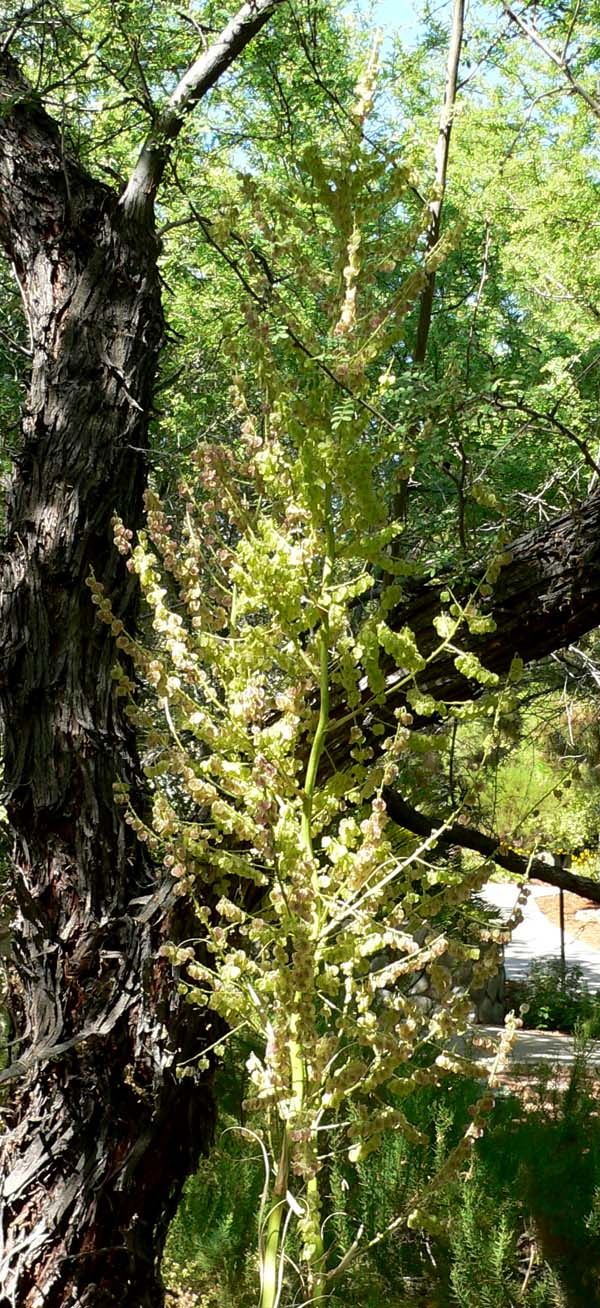
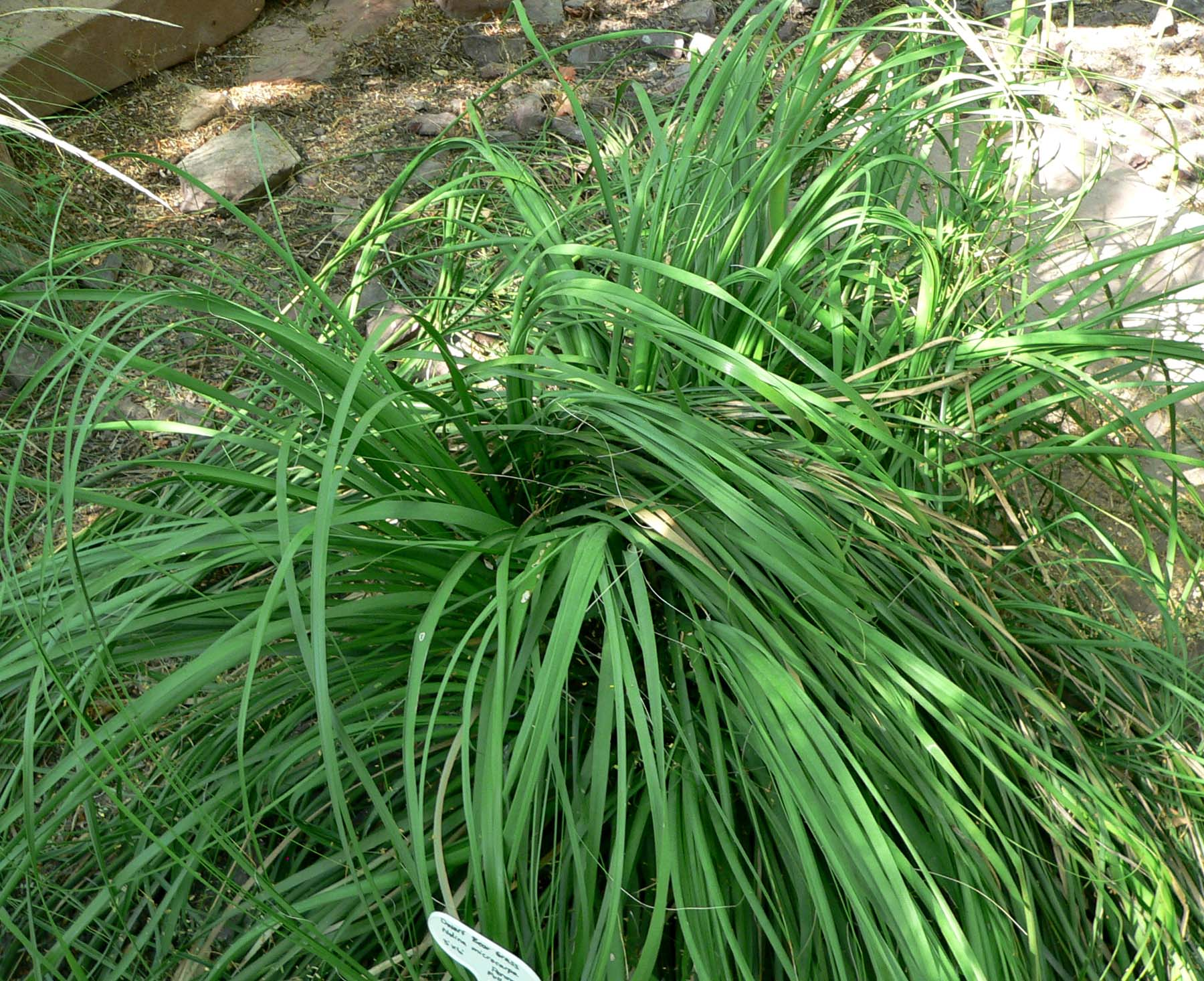
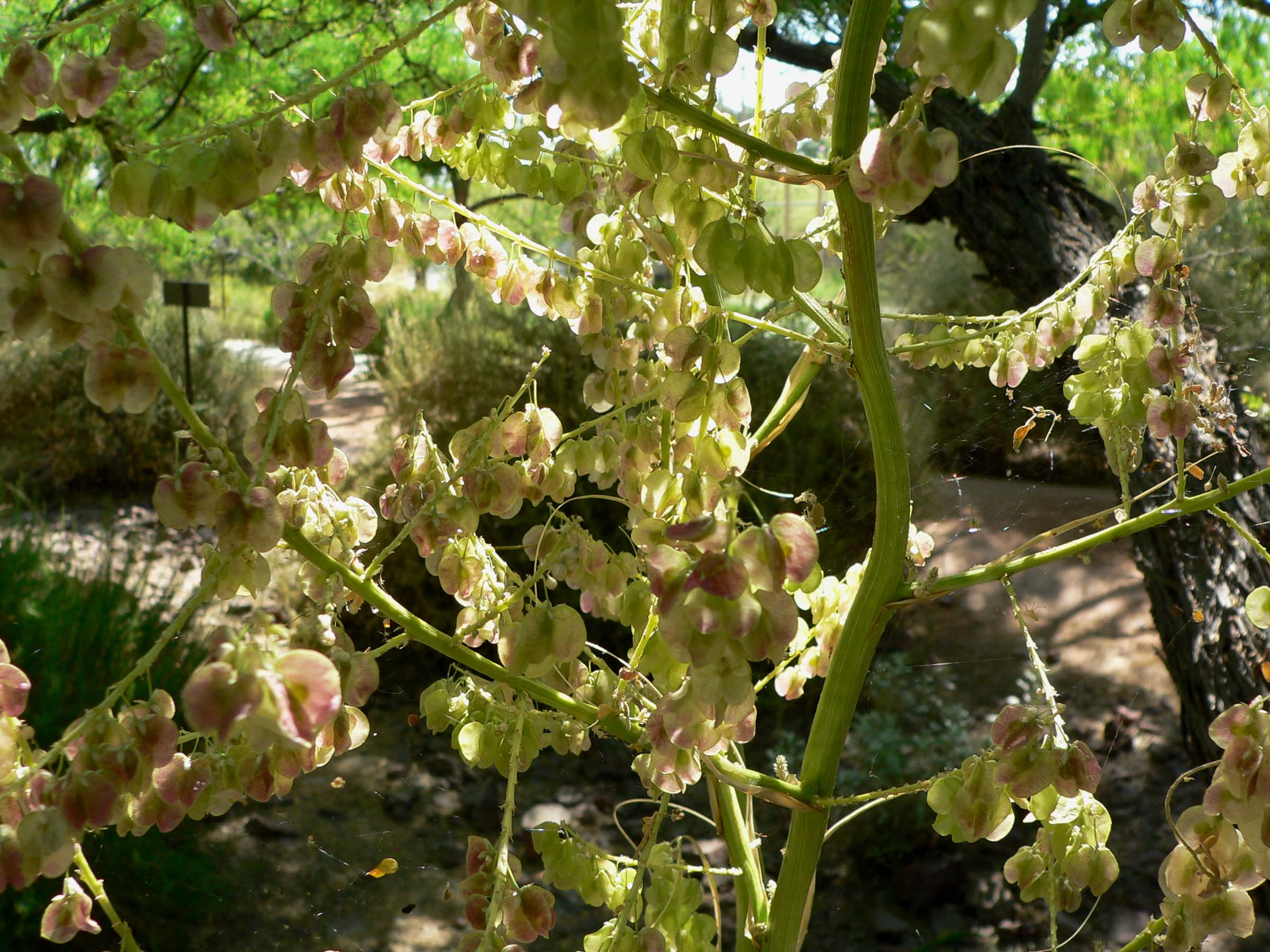
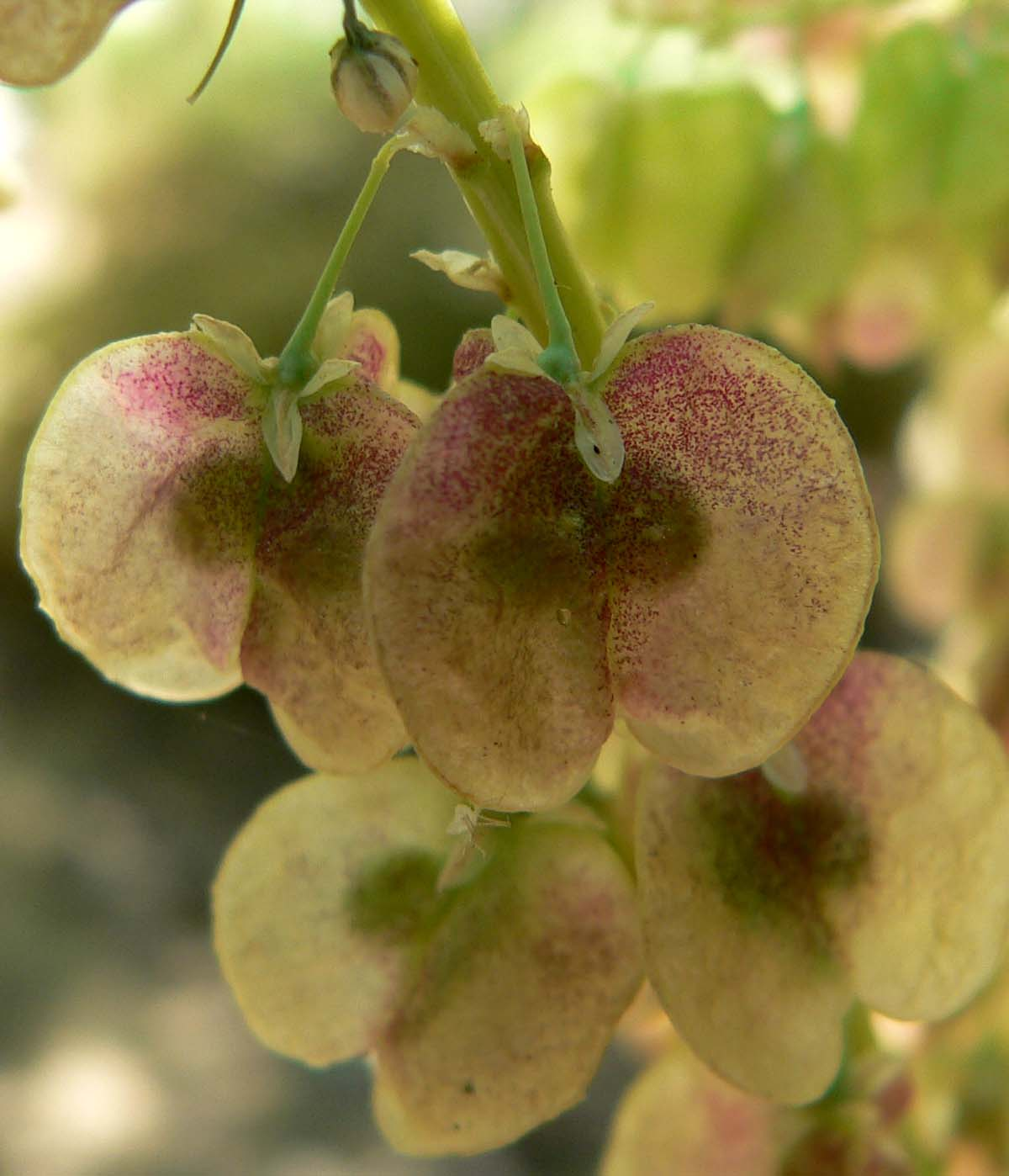
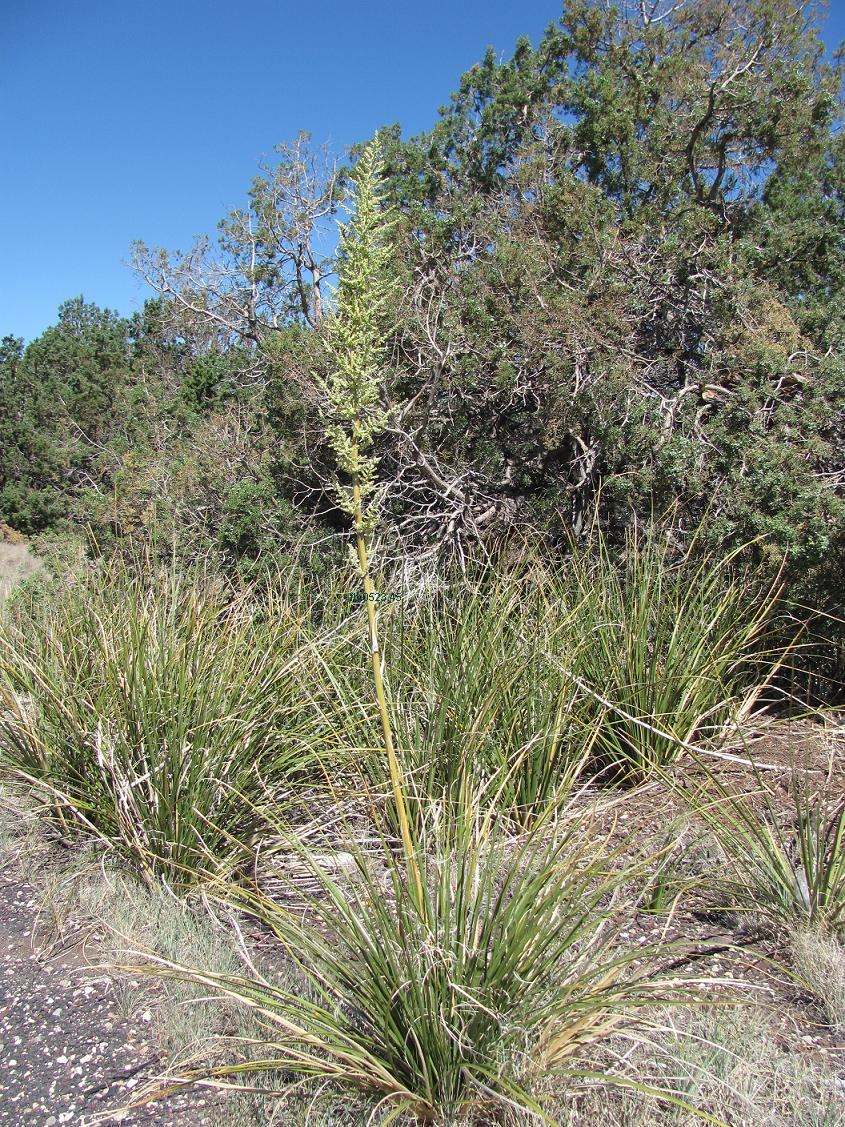
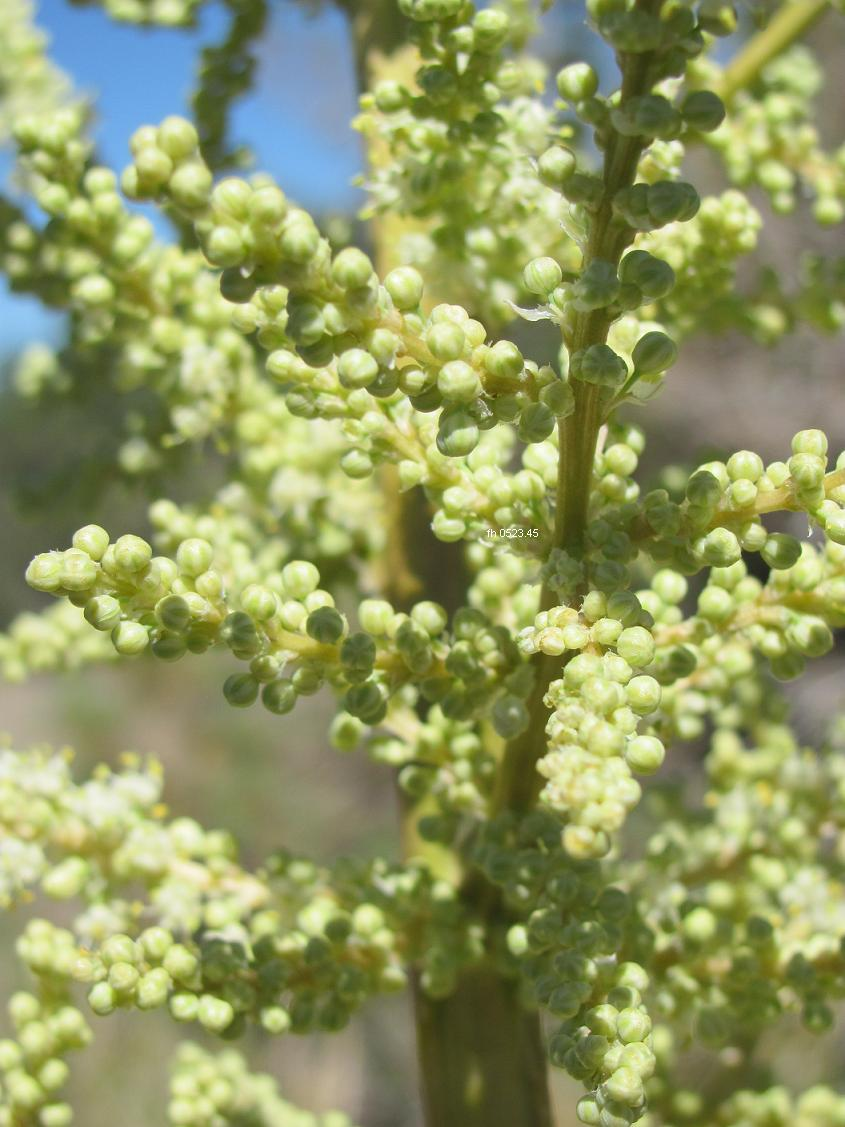